# Shōdoshima
Shōdoshima (jap. 小豆島, dt. „Adzukibohneninsel“) ist die zweitgrößte Insel in der Seto-Inlandsee in Japan.

## Geografie
Auf der Insel gibt es zwei Gemeinden, Tonoshō und Shōdoshima (früher Ikeda und Uchinomi), die den Landkreis Shōzu bilden. Als die japanische Regierung Ende des 19. Jahrhunderts versuchte, die einheimische Landwirtschaft durch Übernahme westlicher Methoden und Kulturpflanzen zu stärken, war die Insel das erste Gebiet, auf dem in Japan erfolgreich Oliven angebaut wurden. Sie heißt daher manchmal auch „Oliven-Insel“.
Zwischen Shōdoshima und der westlich liegenden Nachbarinsel Maeshima liegt die Dobuchi-Straße (土渕海峡, Dobuchi-kaikyō), die schmalste Meerenge der Welt mit 9,93 m Breite an der schmalsten Stelle.
Shōdoshima gehört zur Präfektur Kagawa und liegt nördlich der Präfekturhauptstadt Takamatsu. Sie hat eine Fläche von 153,25 km² und eine Küstenlinie von 126 km. Sie liegt von der Größe her auf dem 23. Platz der Inseln Japans und ist die zweitgrößte der Inlandsee.

## Geschichte
Im Altertum wurden die Schriftzeichen als Azukishima gelesen und die Insel war Teil der Provinz Kibi (später Provinz Bizen), dann der Provinz Sanuki, und letztlich der Präfektur Kagawa. Nach der Genesis der japanischen Mythologie im Kojiki war Azukishima die 10. Insel die von den Schöpfergottheiten Izanagi und Izanami geboren wurde. Ihr mythologischer Name ist dort Oho-no-de-hime (大野手比売).

## Verkehr

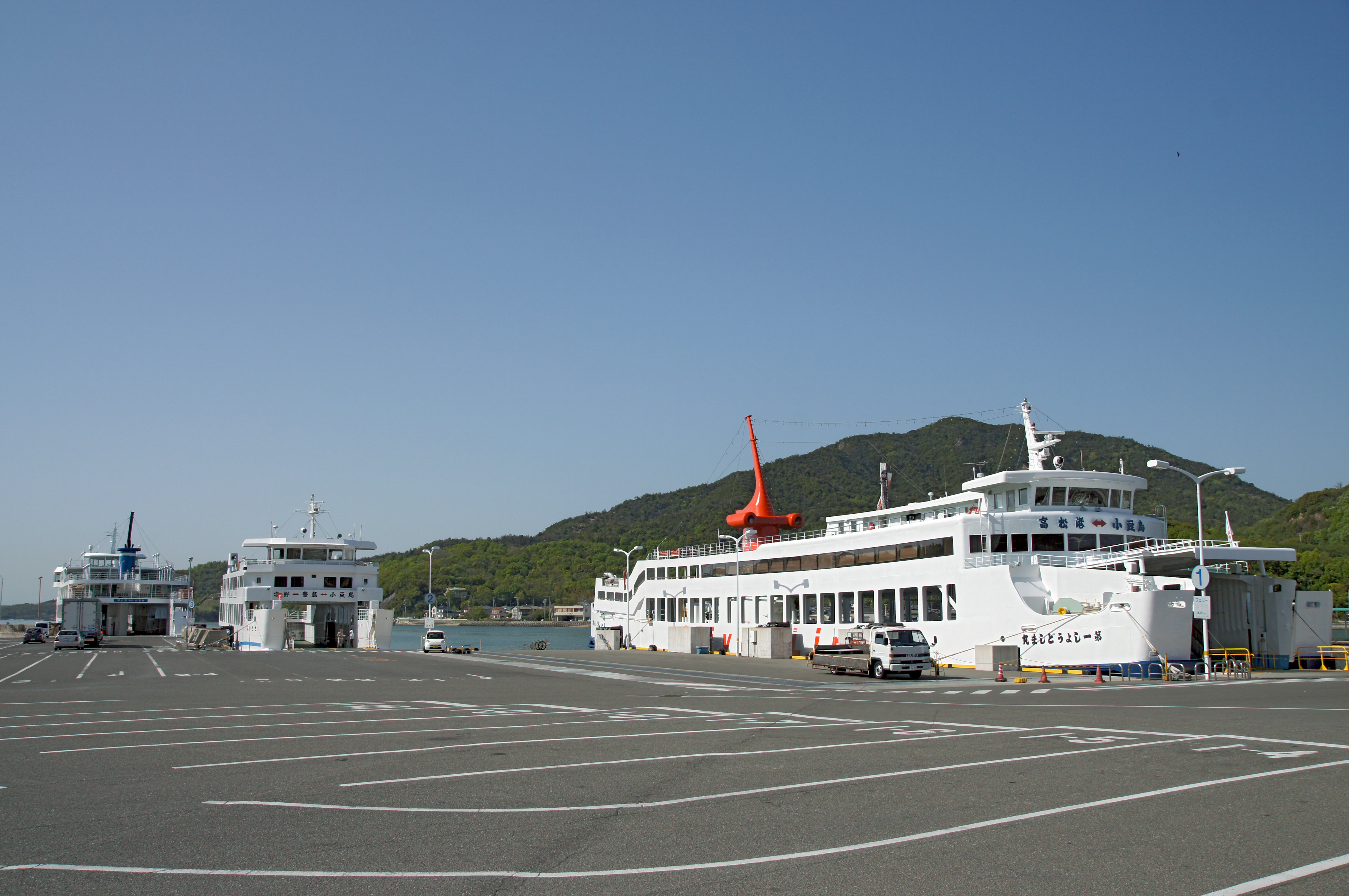
Der Hafen von Tonoshō

Es bestehen mehrere häufig fahrende Fährverbindungen von Takamatsu, Himeji, Teshima und Okayama und eine weniger frequente Fährverbindung nach Ōsaka und Kōbe.

## Tourismus

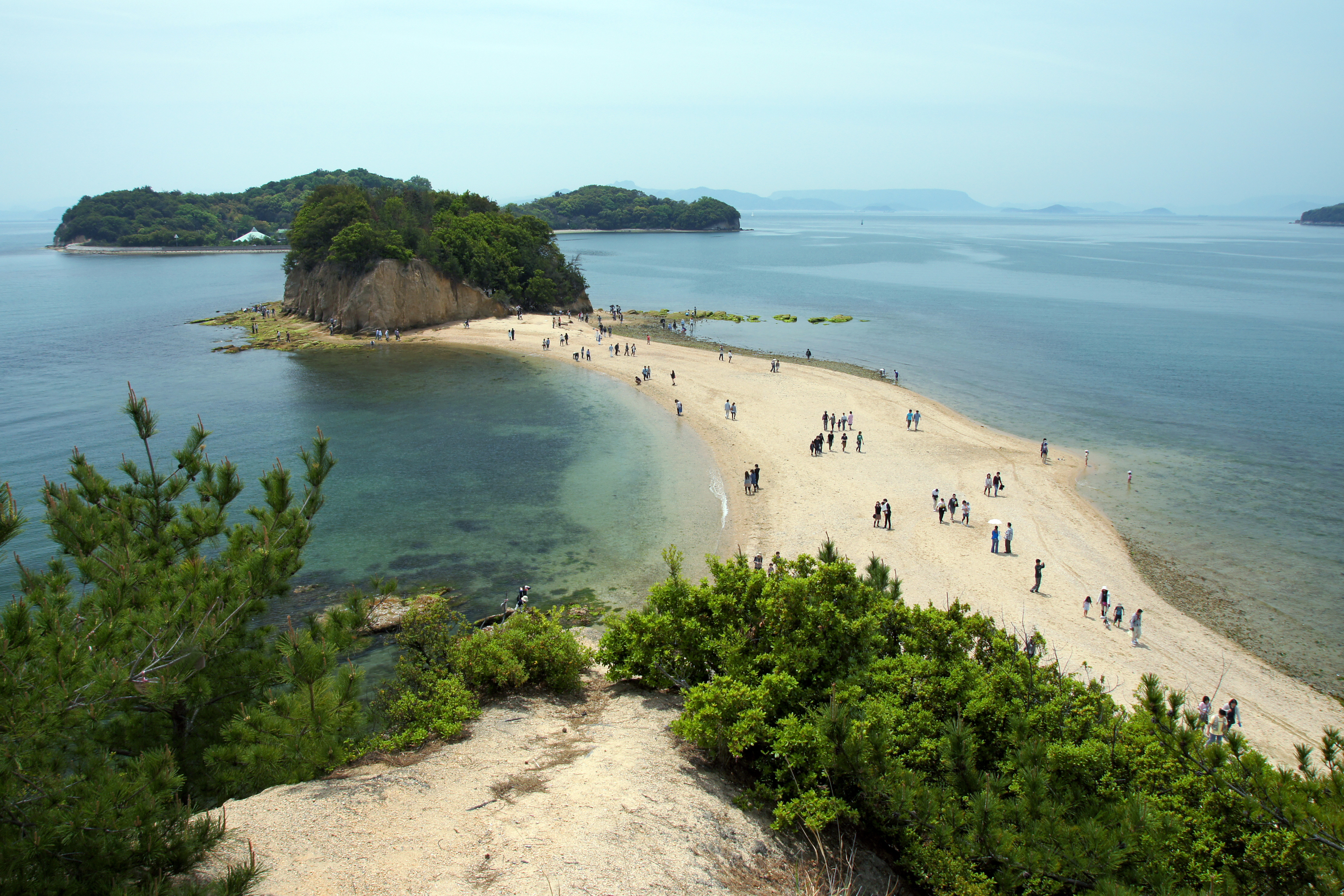
The Angel Road, Tonoshō

Shōdoshima ist ein beliebtes Tourismusziel für Japaner, bekannt durch seine Oliven, Sojasoße, Strände und wilden Affen. Neben Sehenswürdigkeiten wie der Dobuchi-Straße und der Kankakei-Schlucht (寒霞渓, Kankakei) hat sie als Schauplatz des Romans „24 Augen“ (二十四の瞳) von Tsuboi Sakae (壺井 栄), welcher 1954 von Keisuke Kinoshita verfilmt wurde, Bekanntheit erlangt. Die Insel ist die erste, auf der der Olivenanbau in Japan erfolgreich war. Außerdem gibt es eine Miniatur-Ausgabe des Shikoku-Pilgerweges mit seinen 88 Tempeln.
Die Insel Milos in Griechenland ist Partnerinsel von Shōdoshima.

## Söhne und Töchter der Stadt
- Kuroshima Denji (1898–1943), Schriftsteller
- Kimiko Itō (* 1946), Jazzsängerin